# Kidnapovanje mlade
Kidnapovanje mlade poznata i kao brak otmicom ili brak zarobljavanjem, praksa je u kojoj muškarac otima i siluje ženu koju želi da oženi.
Otmica neveste praktikovana je širom sveta i kroz praistoriju i istoriju među različitim narodima kao što su Hmong u jugoistočnoj Aziji, Tzeltal u Meksiku i Romi u Evropi. Ova praksa i dalje postoji u različitim delovima sveta, ali je najčešća na Kavkazu, u Centralnoj Aziji i nekim delovima Afrike.
U većini zemalja, otmica neveste se smatra seksualnim zločinom zbog podrazumevanog elementa silovanja, a ne validnim oblikom braka. Neke vrste otmice neveste mogu se smatrati delom kontinuuma između prisilnog i dogovorenog braka. Ovaj termin se ponekad meša s bekstvom, u kojem par beži zajedno i traži saglasnost roditelja kasnije. U nekim slučajevima žena sarađuje ili pristaje na otmicu, obično u pokušaju da sačuva čast za sebe ili svoje roditelje. U mnogim jurisdikcijama, ovo je nekada bilo ohrabrivano zakonima „oženi silovatelja”. Čak i u zemljama gde je praksa protivzakonita, ako je pravosudna primena slaba, običajno pravo („tradicionalne prakse”) može prevladati.
Otmica neveste je praksa u kojoj muškarac otima ženu koju želi da oženi. Često se dešava i dečji brak, povezan s nemogućnošću plaćanja miraza, tj. bogatstva koje mladoženja daje roditeljima neveste.
Rituali koji simbolizuju otmicu neveste i dalje postoje u nekim kulturama (kao što su Čerkezi), kao deo tradicija vezanih za venčanje. Prema nekim izvorima, medeni mesec je ostatak braka otmicom, zasnovan na praksi da muž odlazi u skrivanje sa svojom ženom kako bi izbegao odmazdu njenih rođaka, s namerom da žena ostane trudna do kraja meseca.

## Drevni izvori
Prva pominjanja nalazimo u Bibliji, u opisu rata između Izraela i plemena Benjamin, koji je skoro završio potpunim uništenjem ovog plemena. Izraelci su se zakleli da neće davati svoje kćeri Benjaminovcima, ali su na kraju dozvolili da 600 preživelih Benjaminovaca otmu svoje neveste tokom godišnjeg festivala u Šilu.
Kasnije, prema jednom midrašu, kralj Saul, iz plemena Benjamin, bio je previše stidljiv da bi oteo jednu od devojaka koje su igrale u vinogradima, pa je ona sama potrčala za njim. Ova epizoda povezana je s prekorom koji će Saul uputiti svom sinu Jonatanu - „sinu smelije žene“.
Stari Rimljani takođe su praktikovali otmicu neveste. Najpoznatiji primer je otmica Sabinjanki, kada su Rimljani, u nedostatku žena za brak, oteli žene iz susednog plemena Sabinjana. Ovaj događaj je postao deo rimske legende i često je prikazivan u umetnosti.

## Evropa

### Zajednice Roma
Otmica mladenki dokumentovana je kao bračna praksa u nekim tradicijama romske zajednice. U romskoj kulturi, devojčice od dvanaest godina mogu biti otete za brak s tinejdžerskim dečacima. Kako romska populacija živi širom Evrope, ova praksa viđena je u više navrata u Irskoj, Engleskoj, Češkoj Republici, Holandiji, Bugarskoj i Slovačkoj. Otmičenje je teoretisano kao način izbegavanja miraza ili kao metoda osiguranja egzogamije. Normalizacija tradicije otimanja stavlja mlade žene u veći rizik od postajanja žrtvama trgovine ljudima.

### Mediteranska područja
Praksa otmice za brak bila je uobičajena u drevnim kulturama Mediterana. Primeri uključuju mitološke priče poput one o Parisu i Heleni Trojanskoj, kao i istorijske događaje poput Rima i sabinskih žena. Otmica je nekada bila način vraćanja časti, ali je često nanosila trajnu štetu ženama.

### Italija
Običaj otmice bio je čest u južnoj Italiji, kao što je bio slučaj sa Francom Violom 1965. godine. Iako je odbila da se uda za svog otmičara, Franca je suočila s teškim pritiscima zajednice. Kasnije je postala simbol otpora, ali je ta praksa zakonski abolirana 1981. godine.

### Irska
Otmica supružnika je povremeno bila prisutna u Irskoj, kao što se dogodilo 1167. godine kada je Diarmait Mac Murchada izgubio kraljevstvo zbog otmice žene drugog kralja.

### Malta
Kritike su upućene Malti 2015. godine zbog zakona koji može smanjiti kazne za otmicu ako se otmica završi brakom. Taj članak je kasnije ukinut.

## Balkan
Iako danas mnogi na otmicu devojke gledaju kao na simpatičan i koloritni događaj iz naše prošlosti, najveći broj istoričara se slaže da je ipak bila reč o tamnoj strani običaja, pre svega, proisteklih iz teškog i surovog života na ovim prostorima.
Najjednostavniji slučaj otmice bio je zapravo sporazumni dogovor dvoje budućih supružnika. Momak i devojka su se zagledali jedno u drugo, ali devojčini roditelji iz bilo kog razloga nisu odobravali brak, pa je momak, u dogovoru sa svojom voljenom, organizovao njenu otmicu, a zapravo bekstvo.
Nakon uspešne otmice, nekoliko dana kasnije, glava mladićeve porodice bi odlazila u kuću devojke i tražila primirje. Čitav slučaj uglavnom se završavao saglasnošću i ugovaranjem svadbe.
Bilo je slučajeva i da su roditelji sami sa budućim zetom organizovali prividnu otmicu svoje ćerke kako bi izbegli troškove veridbe.
Dešavalo se da devojka ne želi da se uda za momka ili da su je roditelji već namenili nekom drugom. U takvim slučajevima nije bila retkost da dođe do prave otmice!
Momak bi obično skupio nekoliko dobrih drugova, braće i rođaka, sačekao da devojka negde izađe i silom je odvodio svojoj kući.
– U otmicu se ide oružjem kako god u vojsku. Namame devojku kod stoke, ili kad pođe na vodu, te je odvedu – zapisao je Vuk Karadžić, opisujući ovu praksu.
Osim na ovim osamljenim mestima, devojke su često otimane i na očigled sela ili varoši – na ulici, livadi, vašarima, čak i u crkvama.
Posle otmice, praksa bi bila ista kao u prvom slučaju – otac momka bi došao kod budućih prijatelja tražeći devojčinu ruku i mir. Roditelji otete devojke su pravdu mogli da zadovolje putem zakona trežeći da im se devojka vrati kući, ali u praksi bi, osramoćeni, pristajali na brak, naročito u situacijama ako bi mladićeva porodica nudila izvesnu sumu novca kao „naknadu za gubitak radne snage”.
Otmice devojaka u Srbiji bile su česte, ali su uvek predstavljale veliku sramotu za selo iz koga je devojka oteta. Često se događalo da se cele porodice, komšije, pa i cela mesta „dignu na noge” kako bi branili devojku koju momci iz nekog drugog sela pokušavaju da otmu. Nije bila retkost ni da tokom ovih događaja padne krv i da se sve završi tragedijom.
Na kraj ovoj praksi je pokušao da stane još prota Mateja Nenadović 1804. godine, kada je prilikom sastavljanja zakona kao jedan od prvih članova naveo zabranjeno otimanje devojke. Karađorđe je kasnije još i pooštrio kaznene mere.
– Ko se usudi da otme devojku, taj mladoženja da se išiba kroz špalir od 300 momaka, devojka da se pusti i za koga ona hoće neka se uda, kumu da se udari 50 štapova, starom svatu i deveru 50, a ostalim svatovima po 30 štapova – pisalo je u Karađorđevom zakonu.
Ovaj običaj zadržao se u ruralnim krajevima zemlje i u 20. veku, a u formi „otkupljivanja mlade” simbolično, čak i danas.